# معین الشعبانی
معین الشعبانی (انگلیسی: Moïne Chaâbani؛ زادهٔ ۱۸ ژوئن ۱۹۸۱) بازیکن فوتبال اهل تونس است.
از باشگاه‌هایی که در آن بازی کرده‌است می‌توان به باشگاه فوتبال آنکاراگوچو، باشگاه فوتبال القادسیه عربستان سعودی، باشگاه فوتبال اسپرانس تونس، و باشگاه فوتبال حمام الانف اشاره کرد.
او همچنین در تیم ملی فوتبال تونس بازی کرده‌است.